# Leucanopsis huacina
Leucanopsis huacina är en fjärilsart som beskrevs av William Schaus 1933. Leucanopsis huacina ingår i släktet Leucanopsis och familjen björnspinnare. Inga underarter finns listade i Catalogue of Life.